# Lotus (casa discografica)
La Lotus è stata una etichetta discografica italiana, sottoetichetta della casa discografica SAAR Records, attiva a cavallo fra gli anni settanta e gli anni novanta. L'etichetta era specializzata nella pubblicazione di nuovi artisti emergenti e raccolte. Il marchio è stato ceduto assieme al catalogo, ed è oggi inutilizzato.

## Caratteristiche
Il logo di copertina era costituito da una figura geometria bidimensionale simile ad un semicerchio inferiore. Nella parte bassa, era stilizzata una strada in prospettiva, mentre la parte superiore racchiudeva la scritta Lotus in maiuscolo. L'etichetta dei dischi riproduceva, in disegno, una strada in prospettiva, sullo sfondo di un sole in tramonto.
La sede legale della Lotus era a Milano, coincidente con quella di SAAR.

## Storia
L'etichetta venne creata dalla SAAR Records negli anni settanta come marchio, dislocandovi parte del personale della Saar, con l'obiettivo primario di dedicarsi alla ricerca, scoperta e lancio di nuovi talenti. Questo compito venne raggiunto, in linea con le nuove tendenze industriali dell'epoca, lasciando che i vari produttori artistici ed il loro staff, esterni alla casa discografica, si occupassero della creazione ed incisione del disco mentre la Lotus si occupava della stampa (esternalizzata), della promozione e della gestione della distribuzione, quest'ultima di fatto affidata alla Ricordi.
Successivamente ai primi anni ottanta, la Lotus ridimensionò fortemente la parte di ricerca e sviluppo artistico, dedicandosi alla ristampa in economica, acquistandone i diritti da altre case discografiche, dei successi di artisti del passato assemblandoli in forma di raccolta.
La Lotus deve la propria celebrità al fatto di essere stata la seconda etichetta - dopo Borgatti - ad aver messo sotto contratto Vasco Rossi, stampando i primi dischi long playing incisi dall'artista e dal suo entourage. Per la Lotus vennero pubblicati gli album Ma cosa vuoi che sia una canzone del 1978 e Non siamo mica gli americani! del 1979, prima che lo stesso Vasco passasse alla neonata Targa Italiana, fondata nel 1980 da un ex direttore artistico della Lotus, Mario Rapallo. Tali album sono stati poi ristampati varie volte, con differenze di grafica e di titolazione da altre etichette sia interne al gruppo (come la Passport Records)  che esterne, allorché il catalogo venne dato in licenza o ceduto (a titolo di esempio, Non siamo mica gli americani! venne ristampato pochi anni dopo, già da Targa Italiana, con titolo Albachiara (Non siamo mica gli americani!) e grafica stravolta, per richiamare la title track)
Tra gli artisti che hanno inciso per l'etichetta c'è stata anche Marta Lami.
Dal 1980 in poi la Lotus pubblicò soprattutto svariate raccolte di evergreen di artisti affermati del passato, quali Fred Buscaglione e Luigi Tenco. 
Gran parte del personale artistico e commerciale della Lotus - che coincideva con quello della SAAR Records - si alternò fra queste due etichette (ed altre interne al gruppo) finché, alla metà degli anni novanta, il marchio Lotus venne dismesso dalla casa madre, cessando di essere apposto sui dischi.